# أنطوان الحاج
الشيف أنطوان الحاج (1954) طباخ لبناني

## حياته
تخرج من المدرسة الفندقية حيث تابع  ليكتسب بعد ذلك مزيداً من الخبرة والتمرّس في مطبخ الجامعة الأميركية في بيروت، قبل أن ينتقل إلى سويسرا، وهناك تابع عدة دورات في إدارة المطابخ.
أسس المدرسة الفندقية في العراق  وعمل هناك محققاً شهرة واسعة، غير أن الظروف الأمنية دفعته إلى العودة إلى لبنان.
أنشأ الدورات السريعة معلماً فنون الطهي وقواعد التغذية إلى تكنولوجيا المواد الغذائية وعلم الخمور...
عيّن رئيساً لمصنع المطبخ ومن ثم رئيساَ للدروس التطبيقية في المعهد الفني الفندقي الذي يتابع فيه طلاب المدرسة الفندقية الدروس العليا. منذ خمس سنوات بات يشغل منصب القيّم على الاستثمار الفندقي وبالتالي مدير الأعمال التطبيقية في المدرسة والمعهد تولى تدريب طهاة عسكريين من خلال دورات سريعة في المدرسة الفندقية، يشغل منصب مدير المعهد الفني الفندقي في الدكوانة .

## مشواره المهني
بدايته كانت في السبعينات  في عالم الطهي 
انطلاقته في مجال  التلفزيون  عام 1995 عندما أراد المخرج شربل خليل تحقيق برنامج طبخ مباشر على تلفزيون Antenne Plus. قبِل  الفكرة التي رفضها أساتذة المعهد الفندقي جميعهم.
برز اسمه من خلال برنامجه، وكانت ميزته أنه يجيب عن كل الأسئلة بثقة وبأسلوب بسيط. 
استعان مهرجان دبي للتسوق استعان بخبراته  لثلاث سنوات متتالية تولى خلالها تقديم برنامج مباشر طوال شهر. كما صوّر مع إحدى شركات الإنتاج حلقات حول كيفية تحضير أصناف منوّعة من المأكولات، اشترت إم بي سي حقّ بثّ هذه الحلقات التي ما لبثت أن انتشرت في العديد من الدول العربية نظراً لجودتها ونجاحها.
بدأ  تقديم برنامجه «مأكول الهنا» على شاشة تلفزيون لبنان الذي  يبث يومياً  يستقطب المشاهدين من لبنان  والدول العربية كما أن له جمهوراً بين اللبنانيين والعرب في بلاد الاغتراب، احترف فن الأطباق وطهوها عبر مئات الوصفات، وعدد من الإصدارات المرجعية في عالم الطبخ. في رمضان 2024 قدم برنامج الشيف أنطوان عنا على قناة الجديد

### حياته الأسرية
متزوج من رانيا الحاج 

### برنامج أمي أقوى من أمك
عام  2017 شارك كحكم في برنامج الطبخ العائلي أمي أقوى من أمك على شاشة المؤسسة اللبنانية للإرسال

### مشاركته في ديو المشاهير
شارك عام 2015 في البرنامج الغنائي ديو المشاهير (الموسم الرابع) على شاشة إم تي في اللبنانية لدعم أحد الجمعيات الخيرية. رغم أن صوته رديء، استثمرت مكانته المهنية ودمجت أجواء الطهو في الغناء، مما أسهم في زيادة شهرته 

### انتقادات
ارتكزت البرامج الساخرة عليه، وأصبحت بعض محطات برنامجه اليومي على الشاشة الرسمية محط تندّر ومصدراً لإطلاق النكات. بات «مأكول الهنا» محطة أساسية، وفتاتاً تعتاش منه برامج «لهون وبس»  على ال بي سي) مع هشام حداد، «هيدا حكي» و«منّا وجر»  على إم تي في اللبنانية)، للسخرية من مواقف محددة -غالبها لا يستدعي الضحك- كتكراره كلمة «ألو» للمتصلة، أو سوء فهم حصل بينه وبين هذا المتصل. مع الوقت وعجز هذه البرامج عن جلب مادة ساخرة قوية، ظلت الأنظار متركزة على «الشيف أنطوان».

### إصدراته المكتوبة
- (2014):مأكول الهنا[8]

### تجربته في السينما
عام  2019  خاض تجربته السينمائيّة الأولى في فيلم «لهون وحبس» مع هشام حداد

## انظر ايضا
- رمزي شويري